# The Flying Burrito Brothers
The Flying Burrito Brothers (рус. Флайинг Буррито бразерс) — группа раннего кантри-рока, известная своим дебютным альбомом The Gilded Palace of Sin. Хотя группу упоминают в связи с легендами кантри-рока Грэмом Парсонсом и Крисом Хиллманом, состав группы претерпел множество изменений.

## История

### Становление
The Flying Burrito Brothers были основаны на Западном побережье США Грэмом Парсонсом и Крисом Хиллманом, бывшими членами The Byrds, пианистом-басистом Крисом Этридджом и слайд-гитаристом Питом Клеиноу. Они записали свой дебютный альбом The Gilded Palace of Sin без регулярного барабанщика, альбом, содержащий два кавера на музыку Дэна Пенна и Линкольна Момана. Нуждаясь в постоянном барабанщике, для концертов группа наняла бывшего участника The Byrds Майкла Кларка.
Альбом The Gilded Palace of Sin плохо продавался, хотя на него был хороший спрос[прояснить]. Крис Этриддж ушёл из группы в середине 1969 года, после этого группа наняла певца и гитариста Берни Лидона.
Группа выступала на Бесплатном концерте в Альтамонте в декабре 1969 года. Как показано в фильме «Дай мне кров» группа была на стадии распада из-за недопонимания[прояснить].
Вследствие разногласий с Хиллменом, следующий альбом Burrito Deluxe включал в себя мало композиций Грэм Парсонс/Крис Хиллмен. Парсонс оставил группу после релиза альбома в 1970 году. На его место был приглашен Рик Робертс.
Впоследствии группа выпустила одноименный альбом в 1971 году. Клеиноу тогда уехал, чтобы играть в группе Ларами Смита «АРИЗОНА». Потом ушёл Лидон, чтобы создать Eagles. Их места заняли Аль Перкинс и Роджер Буш. Кенни Верц и Байрон Берлайн присоединились к группе для выпуска концертного альбома Last of the Red Hot Burritos в 1972 году.
Оригинальная группа распалась после того, как последний член-учредитель, Крис Хиллмен, взял Перкинса с собой, чтобы присоединиться к Manassas. Байрон Берлайн, Роджер Буш и Кенни Верц сформировали Country Gazette, и Робертс повторно собирал новую группу для тура по Европе 1973 года, а после сформировал Firefall с Майклом Кларком.

## Дискография

### Студийные альбомы
- The Gilded Palace of Sin (1969)
- Burrito Deluxe (1970)
- The Flying Burrito Bros (1971)
- Flying Again (1975)
- Airborne (1976)
- Hearts on the Line (1981)
- Sunset Sundown (1982)
- Eye of a Hurricane (1994)
- California Jukebox (1997)
- Honky Tonkin' aka Sons of the Golden West (1999)